# فرنسوا بيرير
فرنسوا بيرير (بالفرنسية: François Perrier )‏ (و. 1922 – 1990 م) هو محلل نفسي، وطبيب نفسي، ونفساني، من فرنسا، ولد في باريس، توفي في باريس، عن عمر يناهز 68 عاماً.